# صموئيل رودريغيز سانشيز
صموئيل رودريغيز سانشيز (بالإسبانية: Samuel Rodríguez Sánchez)‏ هو سياسي مكسيكي، ولد في 17 فبراير 1942 في ولاية سينالوا في المكسيك. حزبياً، نشط في الحزب الثوري المؤسساتي. وقد انتخب عضو مجلس النواب المكسيك.